# Maoming

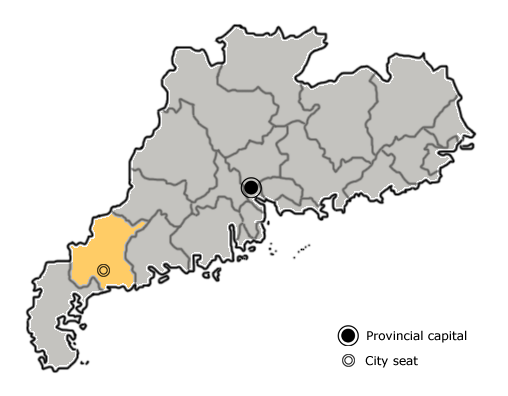
Lage Maomings in Guangdong

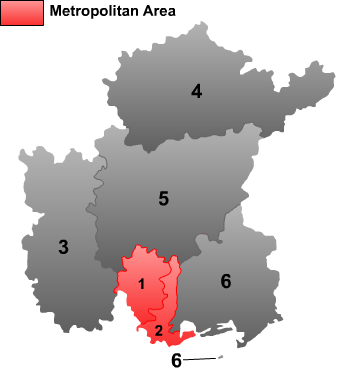
Administrative Gliederung der bezirksfreien Stadt Qingyuan

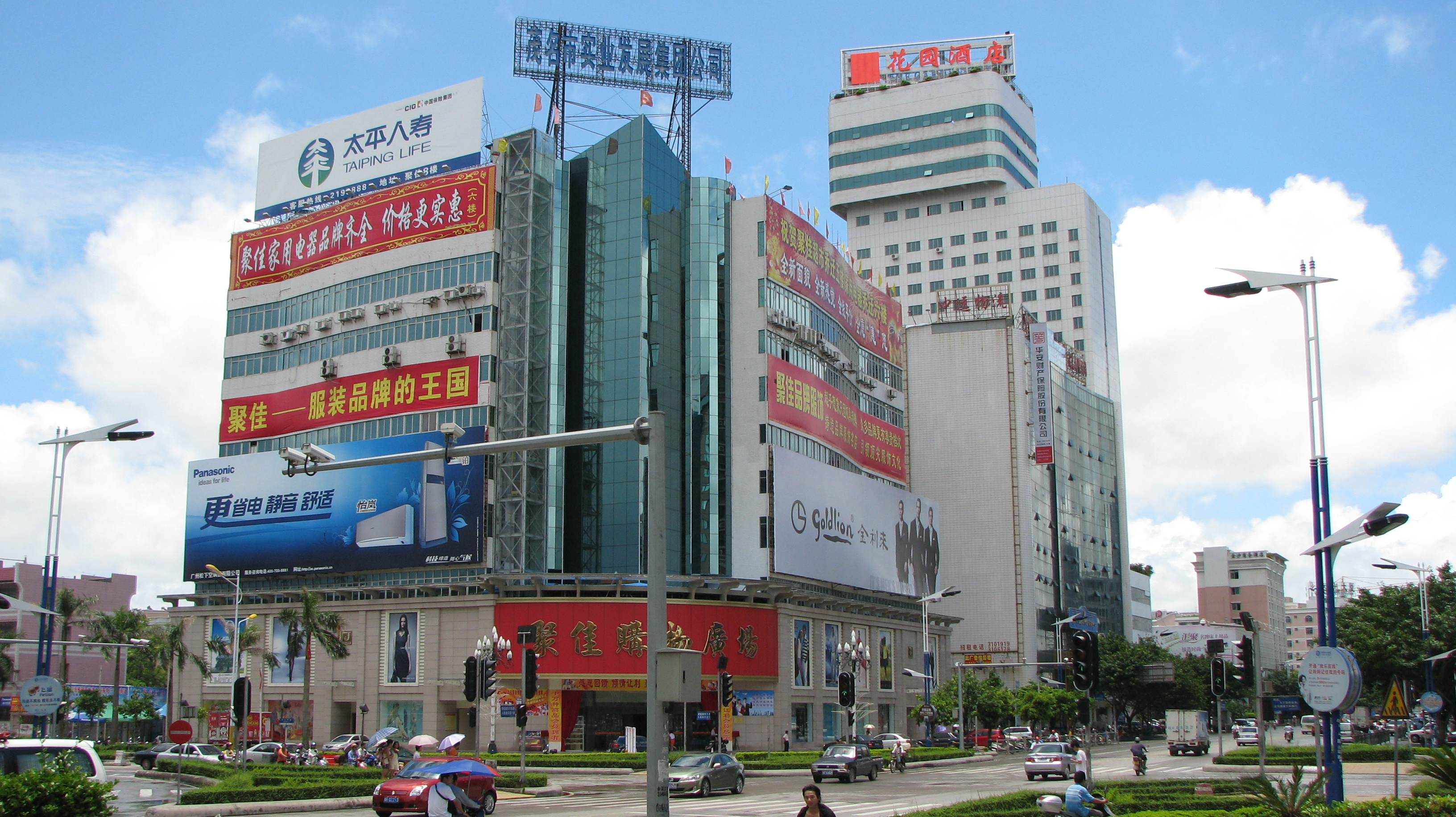
Maoming

Maoming (chinesisch 茂名市, Pinyin Màomíng Shì, Jyutping Mau6 Ming4 Si5) ist eine bezirksfreie Stadt in der vorwiegend Yue-sprachigen Provinz Guangdong der Volksrepublik China. Das Verwaltungsgebiet von Maoming hat eine Fläche von 11.425 km² und 6.174.050 Einwohner (Stand: Zensus 2020). In dem eigentlichen städtischen Siedlungsgebiet von Maoming leben 1,03 Millionen Menschen (Zensus 2010). Der Maoming-Dialekt des Yue gehört zur Gaoyang-Dialektgruppe (高陽方言片), die hauptsächlich in Yangjiang und auf der Leizhou-Halbinsel verbreitet ist.

## Administrative Gliederung
Auf Kreisebene setzt sich Maoming aus zwei Stadtbezirken und drei kreisfreien Städten zusammen. Diese sind (Stand: Zensus 2020):
- (1) Stadtbezirk Maonan (茂南区), 603,5 km², 1.035.411 Einwohner, Zentrum, Sitz der Stadtregierung;
- (2+6) Stadtbezirk Dianbai (电白区), 2.137 km², 1.503.737 Einwohner;
- (3) Stadt Huazhou (化州市), 2.357 km², 1.291.668 Einwohner;
- (4) Stadt Xinyi (信宜市), 3.084 km², 1.014.577 Einwohner;
- (5) Stadt Gaozhou (高州市), 3.271 km², 1.328.657 Einwohner.

## Persönlichkeiten
- Tan Liangde, Wasserspringer und Gewinner olympischer Medaillen